# 全國私立學校產業工會
全國私立學校產業工會簡稱全國私校工會或私校工會，為中華民國立案的產業工會，成立於2017年4月，是由受雇於各級私立學校之教、職員所組成，首任理事長爲尤榮輝。

## 概要
為中華民國教育相關工會中較新近成立者，部分成員原為全教總幹部，認為全教總多為公立學校教職員，較不了解私立學校問題，因此另行成立。偏重私立學校相關議題，包括私立學校教職員勞動權益，及政府所制訂私校發展政策、學校經營、學生受教權等，並積極支持同為教育領域的其他工會。多數成員來自私立大專院校或高中職現任教、職員，會址設於臺南市。除參與個別學校勞權爭議並支援教職員工，曾指出多所學校聘任專案教師占比過高等整體制度或風氣問題。近期關注也大學退場議題。

## 倡議與活動
- 為私校點燈[5]
- 支援育英醫專教師[6]
- 私立大專院校退場[7][8]

## 外部連結
- 全國私立學校產業工會的網站 （页面存档备份，存于）
- 全國私立學校產業工會在Facebook的專頁 （页面存档备份，存于）
- 全國私立學校產業工會在Youtube的頁面 （页面存档备份，存于）